# Candlebox (album)
Candlebox è il primo ed eponimo album in studio del gruppo rock statunitense Candlebox, pubblicato nel 1993.

## Tracce
1. Don't You – 3:12
2. Change – 6:24
3. You – 4:56
4. No Sense – 4:49
5. Far Behind – 4:59
6. Blossom – 4:30
7. Arrow – 3:13
8. Rain – 6:58
9. Mothers Dream – 4:31
10. Cover Me – 4:46
11. He Calls Home – 5:03

## Formazione
- Kevin Martin - voce
- Peter Klett - chitarra
- Bardi Martin - basso
- Scott Mercado - batteria
- Brian Quinn - chitarra